# 타운젠드 법

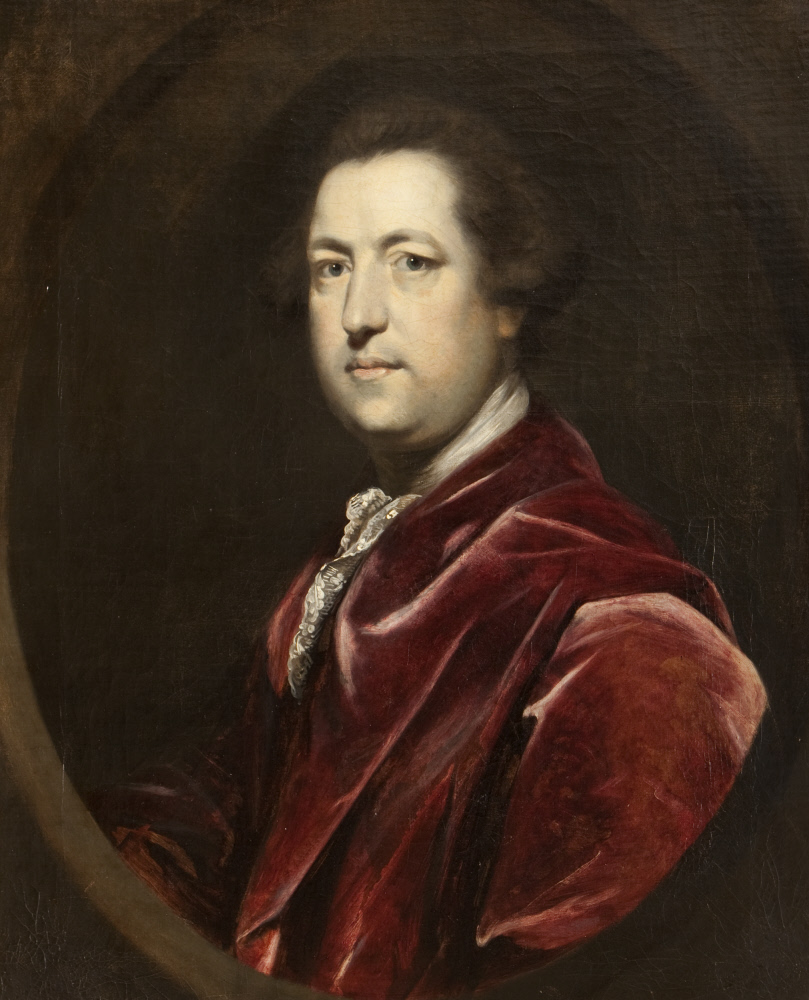
찰스 타운젠드

타운젠드법(영어: Townshend Acts, Townshend Duties)은 대영제국 의회가 1767년 이후에 통과시킨 영국령 미국 식민지에 관한 일련의 법령을 말한다. 계획의 기획자가 재무장관이었던 찰스 타운젠드와 연관되어, 〈타운젠드법〉이라고 이름 붙였다. 어디까지를 ‘타운젠드법’에 포함하는 지는 연구자들 사이에서도 견해 차가 있지만, 대략 5개의 법령으로 언급된다. 1767년 〈세입법〉, 〈보상법〉, 〈관세위원회법〉, 〈부해사 재판법〉, 〈뉴욕 제한법〉이다.
타운젠드법의 목적은 식민지에서의 세수를 증대시키고, 현지 총독과 판사의 봉급에 맞추고, 식민지의 규칙에서 총독과 판사를 독립시키는 것. 법에 의한 철저한 무역 통제를 보다 효율적으로 추진할 수 있는 제도를 갖추는 것을 목표로 했다. 1765년 〈병영법〉에 응하려고 하지 않았던 뉴욕 식민지를 처벌할 본국 의회가 식민지에 대한 과세 권한이 있는 선례를 확립하기 위한 것이다. 타운젠드법은 식민지의 거센 저항을 가져왔으며, 1768년에는 영국군이 보스턴을 점거하는 사태가 발생하고, 이어 1770년의 ‘보스턴 학살 사건’으로 발전했다.
보스턴 학살 사건의 결과, 본국 의회는 타운젠드법에서 관세 일부를 없애는 것으로 식민지를 달래려 했다. 그리고 새로 도입된 세금의 대부분은 철폐되었지만, 차에 대한 과세는 계속되었다. 본국 정부는 식민지의 동의를 얻지 않고 과세를 계속 했지만 결국 ‘보스턴 차 사건’이 일어났으며, 이것은 ‘미국 독립 전쟁’의 발단이 되었다.

## 배경
7년 전쟁(1756년 – 1763년)을 겪은 대영 제국은 무거운 부채에 허덕이고 있었다. 새로 획득 한 땅에 대한 비용 분담을 하고자 그레이트브리튼 의회(이하 "본국 의회")는 북미 식민지에 세금을 과세하기로 결정했다. 이전에 〈항해법〉을 제정하여 만든 과세는 제국의 무역 통제를 하기 위한 수단에 불과했다. 그러나 1764년 설탕법은 이전보다 세입 증가라는 구체적인 목표를 앞세워 식민지에 세금을 부과하고자 했다. 북미 식민지의 사람들이 ‘설탕법’에 반대한 것은 처음에는 경제적인 이유였지만, 곧 헌법상의 문제가 포함되어 있다는 것을 알게 되었다.
헌법에 따르면 “영국 신민은 본국 의회에서 대표자의 동의없이 세금을 부과받을 수 없다”고 되어 있었다. 식민지는 본국 의회 의원을 선출하지 않았기 때문에 식민지의 많은 사람들은 자신들에게 세금을 부과하려는 본국 의회의 시도는 동의에 의해서만 과세를 허용하는 것을 강조한 헌법 이념에 위배되는 것이라고 생각했다. 이에 대해 본국 의원 중 일부는 “사실상 대표 파견”이라는 논리를 가지고 대항했다. 즉, 선출된 의원은 없지만, 식민지의 의견은 실제로 본국 의회에 반영되고 있다는 것이었다. 이 논제는 설탕법이 통과되었을 때는 작은 논제에 불과했으나, 1765년 〈인지세법〉 통과되었을 때는 주요 논점이 되었다. ‘인지세법’으로 식민지에서 격렬한 비판이 들끓자 이듬해 본국 의회는 부득이 이 법을 철폐했다.
‘인지세법’을 둘러싼 논란의 이면에는 세금과 대의제보다 더 근본적인 문제가 숨어 있었다. 즉 본국 의회가 식민지에 대한 주권을 행사할 수 있는가에 대한 의문점이었다. 이것은 대한 답변으로 본국 의회는 1766년에 인지세법을 철폐하는 동시에 선언법을 제정하여 본국 의회가 식민지에 대한 입법을 “어떤 경우에도 행할 수” 있도록 하였다.